# Crucifix de Saint-Benoît (Giunta Pisano)
Le Crucifix de Saint-Benoît  est une croix peinte  sur ses deux faces en  tempera et or sur bois. Réalisée par Giunta Pisano vers 1250 elle conservée au Musée national San Matteo à Pise.

## Histoire
Initialement à l'église du  couvent des Vallombrosains de Pise renommée en  église Saint-Benoît, près de San Paolo in Ripa d'Arno, et supprimée en 1866, le crucifix est transféré à l'église Sainte-Agathe du nouveau monastère. Il est vendu à Sigismondo Jonasson qui en fait don au musée pisan en 1940. Il subit une restauration en 1949 surtout de sa face postérieure repeinte entièrement.
L'attribution à Giunta Pisano est confirmée par  Roberto Longhi en 1948 et Antonino Caleca en 1986. 

## Description
Le Crucifix, peint des deux côtés, et de taille modeste, était probablement une croix de procession, Jésus penchant la tête à droite sur la face postérieure. Le fond n'est pas d'or mais rouge. Les panneaux latéraux sont à motifs géométriques.